# مقاطعة واشبرن (ويسكونسن)
مقاطعة واشبرن (بالإنجليزية: Washburn County, Wisconsin)‏ هي إحدى مقاطعات ولاية ويسكونسن في الولايات المتحدة. ، وتبلغ مساحتها 853 ميل مربع (2,210 كـم2)، بلغ عدد سكانها 15911 نسمة في عام 2010 حسب إحصاء مكتب تعداد الولايات المتحدة .

## وصلات خارجية
- الموقع الرسمي
- United States Counties